# GeroScience
GeroScience (anteriormente Age ; Journal of the American Aging Association ) es una revista científica centrada en la biología del envejecimiento y en estudios mecánicos que utilizan modelos clínicamente relevantes de envejecimiento y enfermedades crónicas relacionadas con la edad. La revista también publica artículos sobre aspectos del envejecimiento humano relacionados con la salud, incluidos los biomarcadores del envejecimiento, la fisiología multisistémica del envejecimiento y la fisiopatología de las enfermedades relacionadas con la edad.
Es publicada por Springer Science+Business Media . Los editores en jefe son Zoltan Ungvari, MD, PhD (desde 2020) y Verónica Galvan, PhD (desde 2021). La editora adjunta es Holly Brown-Borg, PhD.

## Temas
La revista cubre temas como la inflamación crónica de bajo grado, la senescencia celular, el daño macromolecular, el estrés oxidativo, la mala adaptación al estrés celular y molecular, el deterioro de la función y regeneración de las células madre, las alteraciones en la proteostasis, la desregulación epigenética, el deterioro de la función mitocondrial y el metabolismo celular; estrategias para mejorar la salud cardiovascular, neurocognitiva y musculoesquelética; estudios que utilizan una variedad de enfoques experimentales, incluidos estudios e investigaciones in vivo que utilizan preparaciones de tejidos aislados y células cultivadas; los mecanismos moleculares y celulares que subyacen a los procesos de envejecimiento; biología evolutiva, biofísica, genética, genómica, proteómica, biología molecular, biología celular, bioquímica,GeroScience también publica artículos en áreas de salud pública y epidemiología relevantes para el envejecimiento saludable.

Además, GeroScience es una salida principal para la investigación clínica, fisiopatológica, inmunológica y relevante para la salud pública de COVID-19. 
GeroScience ocupa actualmente el puesto n.° 4/99 en geriatría y gerontología, n.° 1/86 en medicina alternativa y complementaria, n.° 5/35 en bioquímica, genética y biología molecular/envejecimiento, n.° 1/16 en medicina veterinaria y n.° 21/317 en Cardiología y Medicina Cardiovascular.
El valor CiteScore 2020 de GeroScience es 9,5 (Elsevier/Scopus). El factor de impacto 2021 de GeroSciencees 7.581 (Clarivate Analytics). 
La lista actual de convocatorias abiertas, que se puede acceder en el sitio web de la revista, incluye:
- "Comprender el impacto del envejecimiento en la susceptibilidad y la respuesta a la infección por COVID-19";
- "Comprender y superar los mecanismos que impulsan la sarcopenia relacionada con la edad";
- "Comprender la senescencia en el envejecimiento cerebral y enfermedad de Alzheimer";
- "Lesiones de la sustancia blanca en el deterioro cognitivo relacionado con la edad: causas, factores de riesgo, prevención y reparación";
- "Lesión cerebral y vascular en COVID-19: Implicaciones para la disfunción cognitiva y el síndrome post-COVID-19".[4]

## Métricas de revista
2022
- Web of Science Group : 7.713
- Índice h de Google Scholar: 72
- Scopus: 7.969